# 維利希夫卡 (切爾尼戈夫州)
52°0′42″N 32°34′29″E / 52.01167°N 32.57472°E
維利希夫卡（羅馬化：Vilkhivka）是烏克蘭北部的村莊，隸屬切爾尼希夫州的諾夫霍羅德-錫韋爾斯基區。該村面積0.18平方公里，海拔高度172米，2001年人口31，人口密度每平方公里172.22人。